# Galatasaray Spor Kulübü
O Galatasaray Spor Kulübü (mais conhecido como Galatasaray) é um clube desportivo turco, com sede em Istambul. O clube foi fundado no dia 14 de outubro de 1905, por Ali Sami Yen e os seus colegas do prestigiado Liceu de Galatasaray (em turco:  Galatasaray Lisesi). O Galatasaray já venceu 25 Campeonatos Turcos, 19 Copas da Turquia e 17 Supercopas da Turquia, além de também vencer a Copa da UEFA de 1999–00 e a Supercopa da UEFA de 2000, totalizando mais de 60 títulos expressivos.
Possui uma das torcidas mais fanáticas do mundo, conhecida pela atmosfera intimidadora, sobretudo dos ultras nos seus jogos como mandante, e detém o recorde de maior número de decibéis por barulho da torcida em um estádio no mundo, em uma partida contra o Manchester United pela Champions League.
Apesar da Associação Turca de Futebol ter sido fundada em 1923, só na temporada 1959-60 é que se começou a disputar o campeonato turco. O Galatasaray conquistou o seu primeiro título em 1961-62, ganhando também o campeonato seguinte, assim como a Copa da Turquia. Só voltou a triunfar no campeonato em 1969 e nessa altura brilhava na equipa o goleador Metin Oktay, que por seis vezes foi o melhor marcador turco.
Na década de 1970, o clube tornou-se o primeiro da Turquia a ganhar por três vezes consecutivas o campeonato, o que aconteceu entre 1971 e 1973. No entanto, a partir dessa temporada o clube esteve  catorze anos sem ganhar qualquer título. Só em 1987, sob a orientação do treinador alemão Jupp Derwall, o Galatasaray regressou às vitórias no campeonato.
Entre 1996-97 e 1999-00 o Galatasaray ganhou quatro campeonatos consecutivos, batendo o seu próprio recorde, sendo treinado por Fatih Terim, que tinha representado a equipa como jogador entre 1970 e 1983. O clube voltou a conquistar o campeonato turco em 2002 e 2006.
O momento alto da história do Galatasaray aconteceu na temporada 1999/2000, quando conquistou a Copa da UEFA, a segunda competição mais importante da Europa a nível de clubes. Na final, os turcos bateram o Arsenal de Inglaterra no desempate por pênaltis (4-1) depois de um empate (0-0) no tempo regulamentar. A equipe treinada por Fatih Terim destacavam-se jogadores como os brasileiros Cláudio Taffarel e Capone, os romenos Gheorghe Popescu e Gheorghe Hagi, o zagueiro turco Bülent Korkmaz e ainda o goleador turco Hakan Şükür.
No início da temporada 2000/01, o Galatasaray conquistou a Supercopa europeia, batendo o campeão europeu Real Madrid por 2-1, com dois gols do brasileiro Mário Jardel, que se havia transferido do FC Porto.
Nas temporadas 2002/03 e 2003/04 ingressou na equipe turca o internacional português Abel Xavier, ao lado de César Prates (defensor brasileiro contratado ao Sporting), Hakan Şükür e o holandês Frank de Boer.

## História

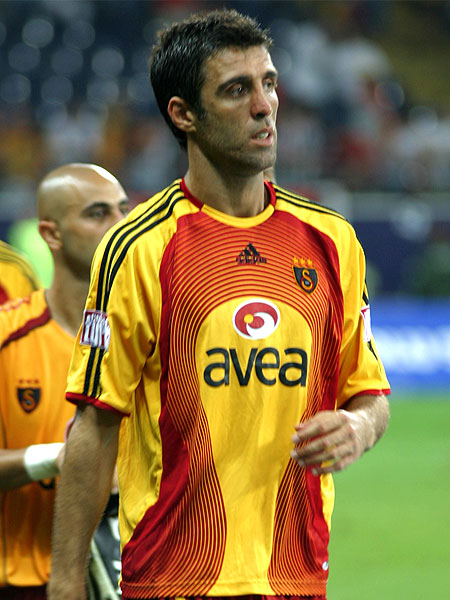
Hakan Şükür, um dos maiores ídolos da história do clube.

O Galatasaray foi fundado no dia 20 de Outubro de 1905, por um grupo de estudantes. O primeiro presidente do Galatasaray foi Ali Sami Yen. A sua primeira partida foi contra a Escola Kadiköy Faure, que terminou com uma vitória por 2-0. Houve discussões sobre o nome do clube, alguns sugeriram "Gloria" (vitória), outros "coragem", mas foi decidido que o nome do clube seria Galatasaray.
Segundo o investigador Cem Atabeyoğlu, o nome do clube surgiu num dos seus primeiros jogos. Nesse jogo, Galatasaray venceu por 2-0 o Rum club e os espectadores apelidaram a equipa de "Galata Sarayı efendileri" (em Português: Senhores do Palácio de Galata). Após este jogo, a equipa passou a ser conhecida entre os adeptos por "Galata Sarayı". Em 1905, durante a época do Império Otomano*, não havia leis para as associações, desta forma o clube não podia ser registado oficialmente, mas, após a Lei 1912 de Associação, o clube foi registado legalmente.
O Galatasaray teve o seu ponto alto, no final da década de 1990, quando o clube venceu a Copa da UEFA de 1999–00 e a Supercopa da UEFA de 2000 e tornou-se no primeiro clube turco a conquistar troféus europeus. O seu sucesso foi alicerçado por uma das melhores gerações de jogadores turcos. Isso ficou patente nas prestações da seleção Turca na Euro 2000 (atingiu os quartos de final) e no Campeonato do Mundo FIFA de 2002, onde conquistou o terceiro lugar. Além dos jogadores talentosos, as equipas adversárias receiam as deslocações ao Estádio Ali Sami Yen, que é literalmente chamado de "Inferno" pelos adeptos do Galatasaray, devido ao ambiente intimidatório proporcionado pelos adeptos, através dos seus cânticos.
O Galatasaray é a única equipa turca a ter vencido o Campeonato Turco, a Copa da Turquia, a Copa da UEFA e a Supercopa da UEFA no mesmo ano. O Galatasaray detém o recorde de vitórias consecutivas na liga turca, ao ganhar quatro, todas sob o comando de Fatih Terim durante o consulado do presidente Faruk Suren.
Existem muitos jogadores com passagens bem sucedidas pelo Galatasaray, que deixaram a sua marca na história do futebol turco. Alguns exemplos remontam ao ano de 1930, como herói nacional Eşfak Aykaç; Boduri, que morreu aos 21 anos; Mehmet Leblebi, que detém um recorde nacional de 14 golos marcados num único jogo; Gündüz Kilic, conhecido como "Baba", foi treinador, mas também jogador em 1950 com grande sucesso em ambas as funções; Os irmãos Bülent-Reha Eken; Suat Mamat, que fez um hat-trick no Campeonato do Mundo de 1950; Coşkun Özarı; Turgay Şeren, o goleiro heróico apelidado de "a pantera de Berlim"; Fatih Terim, o capitão do galatasaray e da selecção nacional turca durante vários anos; Metin Oktay, o lendário goleador do campeonato turco (6 vezes o melhor marcador); Zoran Simović, outro grande goleiro conhecido pelos penaltis que defendia; Cüneyt Tanman, que detém um recorde de 342 jogos com a camisola do Galatasaray; Tanju Çolak, um extraordinário goleador que ganhou a Bota de Ouro em 1988, ao serviço do Galatasaray; Cevad Prekazi, um lateral-esquerdo Albanês, especialista em livres; Taffarel, goleiro vencedor do campeonato do mundo pelo Brasil; Gheorghe Hagi, herói do futebol Romeno, descrito até hoje como o melhor jogador estrangeiro que actuou na Turquia; O atacante brasileiro Mário Jardel, que foi apelidado de Super Mario pelos adeptos, marcou os dois golos que deram a vitória ao Galatasaray na final da Supercopa da UEFA de 2000, contra o Real Madrid. Por último mas não menos importante, Hakan Şükür, o jogador que marcou mais golos na primeira divisão do futebol turco (249 gols).

## Honras

### Copa da UEFA de 1999–00

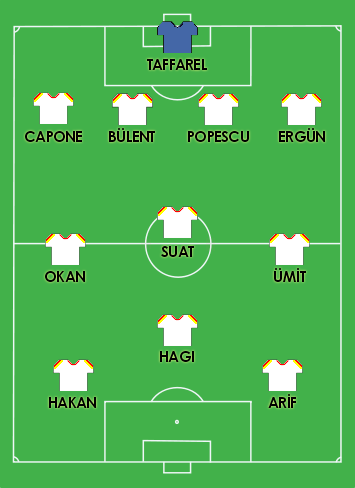
Onze do Galatasaray na final da Copa da UEFA de 1999–00 contra o Arsenal.

A Copa da UEFA de 1999–00 foi ganha pelo Galatasaray da Turquia, que derrotou o Arsenal de Inglaterra na final. Foi a primeira vez que um clube turco ganhou um título europeu, instigando celebrações selvagens nas ruas de Istambul.
O Galatasaray entrou na competição através da Liga dos Campeões - como um dos terceiros classificados na primeira fase de grupos da UEFA Champions League. Na última jornada da fase de grupos bateram o AC Milan por 3-2 e garantiram a qualificação para a Copa da UEFA. Essa vitória foi o início de uma caminhada que começaria na terceira ronda e levaria o Cimbom até à final em Copenhaga (Dinamarca), ultrapassado adversários como o Bologna FC, Borussia Dortmund, RCD Mallorca e Leeds United AFC.
Na Final, o Galatasaray e o Arsenal defrontaram-se no Estádio Parken, num jogo bastante equilibrado, que terminou num empate a zero no fim dos noventa minutos e se estendeu até ao prolongamento.  Na decisão pela marcação das grandes penalidades, o Galatasaray levou a melhor, vencendo por 4-1. Ergün Penbe, Hakan Şükür, Ümit Davala e Gheorghe Popescu marcaram para o Galatasaray, não possibilitando nenhuma defesa a David Seaman. Do lado do Arsenal, apenas Ray Parlour concretizou, Davor Šuker e Patrick Vieira falharam contra Taffarel.
Com esta vitória na Copa da UEFA, o Galatasaray fez história ao conquistar três troféus numa só época, juntando esta conquista ao Campeonato Turco e à Copa da Turquia.
| Jogador          | Posição          |
| ---------------- | ---------------- |
| Taffarel         | Goleiro          |
| Capone           | Lateral-direito  |
| Ergün Penbe      | Lateral-esquerdo |
| Bülent Korkmaz   | Zagueiro         |
| Gheorghe Popescu | Zagueiro         |
| Okan Buruk       | Meio-campo       |
| Suat Kaya        | Meio-campo       |
| Ümit Davala      | Meio-campo       |
| Hakan Şükür      | Atacante         |
| Arif Erdem       | Atacante         |
| Gheorghe Hagi    | Atacante         |

## Elenco atual
Última atualização: 13 de setembro de 2024.

## Notáveis Jogadores
| - Metin Oktay - Fatih Terim - Turgay Şeren - Bülent Korkmaz - Suat Kaya - Tanju Çolak - Tugay Kerimoğlu - Erdal Keser - Arif Erdem - Okan Buruk - Hakan Şükür - Ergün Penbe - Hakan Ünsal - Orhan Ak - Emre Belözoğlu - Ümit Davala - Vedat İnceefe - Fatih Akyel - Hasan Şaş - Ahmet Yıldırım - Mehmet Yozgatlı - Emre Aşık - Sergen Yalçın - Serkan Aykut - Ayhan Akman - Sabri Sarıoğlu - Mehmet Polat - Ümit Karan - Cihan Haspolatlı - Abdullah Ercan - Aykut Erçetin - Uğur Uçar - Aydın Yılmaz - Volkan Arslan - Arda Turan - Mehmet Güven - Hasan Kabze - Yalçın Ayhan - Mehmet Topal - Tolga Seyhan - Hakan Balta - Orkun Uşak - Serkan Çalık - Servet Çetin - Volkan Yaman - Alparslan Erdem - Emre Güngör - Ferdi Elmas - Murat Akça - Semih Kaya - Serkan Kurtuluş - Yaser Yıldız | - Mário Jardel - Felipe - Felipe Melo - Cris - Christian - Elano - César Prates - Cláudio Taffarel - Capone - Bruno Quadros - Flávio Conceição - Lincoln - Faryd Aly Mondragón - Gustavo Victoria - Falcão Garcia - Brad Friedel - Xhevat Prekazi - Roman Kosecki - Dean Saunders - Didier Six - Sébastien Pérez - Haim Revivo - Abel Xavier - Ali Lukunku - Gheorghe Popescu - Iulian Filipescu - Florin Bratu - Gheorghe Hagi - Gabriel Tamaş - Adrian Ilie - Ulrich van Gobbel - Frank de Boer - Wesley Sneijder - Franco Gábri - Rigobert Song - Stjepan Tomas - Franck Ribéry - Marek Heinz - Saša Ilić - Junichi Inamoto - Marcelo Carrusca - Barış Özbek - Ismaël Bouzid - Shabani Nonda - Tobias Linderoth - Ahmed Barusso - Fernando Meira - Harry Kewell - Milan Baroš - Morgan De Sanctis - Didier Drogba - Goran Pandev - Fernando Muslera |

## Títulos
| CONTINENTAIS | CONTINENTAIS                            | CONTINENTAIS | CONTINENTAIS |
|              | Competição                              | Títulos      | Temporadas |
| ------------ | --------------------------------------- | ------------ | --- |
|              | Copa da UEFA                            | 1            | 1999–00 |
|              | Supercopa da UEFA                       | 1            | 2000 |
| NACIONAIS    |                                         |              | |
|              | Competição                              | Títulos      | Temporadas |
|              | Campeonato Turco Recordista             | 25           | 1961–62, 1962–63, 1968–69, 1970–71, 1971–72, 1972–73, 1986–87, 1987–88, 1992–93, 1993–94, 1996–97, 1997–98, 1998–99, 1999–00, 2001–02, 2005–06, 2007–08, 2011–12, 2012–13, 2014–15, 2017–18, 2018–19, 2022–23, 2023–24 e 2024–25 |
|              | Copa da Turquia Recordista              | 19           | 1962–63, 1963–64, 1964–65, 1965–66, 1972–73, 1975–76, 1981–82, 1984–85, 1990–91, 1992–93, 1995–96, 1998–99, 1999–00, 2004–05, 2013–14, 2014–15, 2015–16, 2018–19 e 2024–25                                                       |
|              | Supercopa da Turquia Recordista         | 17           | 1966, 1969, 1972, 1982, 1987, 1988, 1991, 1993, 1996, 1997, 2008, 2012, 2013, 2015, 2016, 2019 e 2023 |
|              | Campeonato Turco de Futebol (1937-1950) | 1            | 1939 |
|              | Copa Do Primeiro Ministro               | 5            | 1975, 1979, 1986, 1990 e 1995 |
|              | Títulos oficiais                        | 69           | 2 Continentais, 67 Nacionais |

 Campeão Invicto

#### Milêno Cup daFIFA
- Vencedor (1): 2000. (record)

### Competições Regionais

#### Liga de Futebol deIstambul
- Vencedores (15): 1909, 1910, 1911, 1915, 1916, 1922, 1925, 1926, 1927, 1929, 1931, 1949, 1955, 1956 e 1958

#### Copa deIstambul
- Vencedor (2): 1942 e 1943

#### Copa Escudo deIstambul
- Vencedor (1): 1933

### Outras Competições

#### Campeonato Turco de Futebol
- Vice-Campeão (1): 1949

#### Campeonato Turco de Futebol Amador
- Vencedor (1): 1952 [4]

#### Campeonato da Turquia
- Vencedor (1): 1953

#### Copa TSYD
- Vencedor (12): 1964, 1967, 1968, 1971, 1978, 1982, 1988, 1992, 1993, 1998, 1999, 2000 e 2011.

#### Copa União de Clubes Turcos
- Vencedor (1): 1909

#### 50. Yıl Cup
- Vencedor (1): 1973

#### Preso do veterano Atatürk
- Vencedor (1): 1928

#### Taça dos Emirados
- Vencedor (1): 2013

#### Campeões da série Mundial
- Vencedor (1): 2004

#### Taça Uhren
- Vencedor (1): 2016